# Вампірела
Вампірела (англ. Vampirella, [væmpɪˈrɛlə]) — вампірка-супергероїня, створена письменником Форрестом Дж. Акерманом і художницею Тріною Роббінс для чорно-білого журналу коміксів жахів Vampirella #1 (вересень 1969), який видавався компанією Warren Publishing як сестринське видання до Creepy та Eerie.
Письменник і редактор Арчі Ґудвін згодом розвинув образ Вемпірели — від ведучої історій жахів (у цій ролі вона залишалась до випуску #8, листопад 1970) до повноцінної головної героїні драматичних сюжетів у жанрі жахів. Журнал видавався безперервно до 1983 року, поки Warren Publishing не припинило свою діяльність. Після цього права на видання були придбані Harris Publications. Комікси про Вемпірелу — як нові, так і перевидання — продовжували виходити у різних видавництвах і у XXI столітті.

## Історія публікації

### Warren Publishing (1969–1983)
Вемпірела дебютувала у вересні 1969 року в чорно-білому журналі коміксів Vampirella від Warren Publishing, який виходив до березня 1983 року. Спочатку вона була ведучою історій жахів, але з часом стала головною героїнею власних пригод. Її образ створили Форрест Дж. Акерман (концепція), Тріна Роббінс (дизайн костюма) та художник Том Саттон. Починаючи з випуску #12, основним художником став Хосе Ґонсалес, чия робота отримала численні нагороди та визнання.

### Harris Publications (1988–2007)
Після банкрутства Warren у 1983 році, Harris Publications придбала права на Вемпірелу. У 1991 році вони відновили публікацію коміксів, випустивши кілька серій, зокрема Vampirella, Vengeance of Vampirella та Vampirella Strikes. До роботи над серіями долучилися відомі автори, такі як Курт Б'юсік, Том Сніґоскі, Воррен Елліс та художниця Аманда Коннер. Harris також перевидавала класичні історії та експериментувала з новими форматами, включаючи кросовери та спеціальні випуски.

### Dynamite Entertainment (з 2010)
У березні 2010 року Dynamite Entertainment придбала права на Вемпірелу. Вони запустили нову серію, яка почалася з випуску Vampirella #1 у листопаді 2010 року. З того часу вийшло кілька томів, включаючи перезапуски у 2014, 2016, 2017, 2019, 2024 та 2025 роках. Серед авторів — Ненсі Коллінз, Пол Корнелл, Джеремі Вітлі та Крістофер Пріст, який став найдовше працюючим сценаристом серії. Dynamite також випустила численні спінофи та кросовери, такі як Vampirella vs. Dracula, Vampirella/Red Sonja та Vampirella: Year One.

## Вигаданий життєпис
Спершу Вемпірела родом з планети Дракулон — світу, де кров тече ріками, а його мешканці, вампіри, мають класичні вампірські риси. Дракулон обертається навколо подвійної зорі, що викликає постійні посухи й виснажує запаси крові. Коли американський шатл зазнає аварії на Дракулоні, Вемпірела вирушає на Землю, сподіваючись врятувати свій народ, полюючи на темні відголоски своєї раси. Земні вампіри походять від Дракули, колишнього жителя Дракулона, який піддався впливу демона Хаосу.

### Harris Publications
У мінісерії Morning in America автор Курт Б'юсік змінює історію: тепер Вемпірела — донька Ліліт, першої дружини Адама, вигнаної з Едему. Ліліт, прагнучи спокутувати свої дії, народила дітей, аби боротися зі злом — перші, Мадек і Магдалена, зрадили її, а Вемпірела була другою спробою. Вони змусили її повірити, що вона з Дракулона.
Далі, у Vampirella Lives і Blood Lust, Дракулон виявляється місцем у Пеклі, а не реальною планетою. Ліліт створила ілюзію, що це інша планета, аби керувати Вемпірелою. Вона навіть відновлює ріки крові на Дракулоні, що послаблює Ліліт, і та гине від руки Бога.
У пізнішій історії World’s End виявляється, що Ліліт не каялася — вона виховала Вемпірелу «доброю», аби та звільнила Серце Темряви з рани Метатрона. В іншій версії (Revelations), Ліліт просто хотіла знищити інших вампірів, бо їхнє існування її послаблювало, і маніпулювала пам’яттю Вемпірели через магічне дзеркало.

### Dynamite Entertainment
У серії від Dynamite Вемпірела змушена працювати з Дракулою проти культу його колишніх послідовників. Вона втрачає подругу Софію й розриває зв’язки з Ватиканом, знову працюючи на Сили Порядку. Зустрічає старих друзів (Ван Гелсінґ, Пендраґон), мандрує в майбутнє, де світ знищено надприродним, намагається створити нове царство, але стає жертвою змови Дракули. Ліліт виганяє її з цього всесвіту, аби його врятувати.
У наступних серіях вона стає агентом Ватикану (Our Lady of Shadows), а потім акторкою фільмів жахів (Hollywood Horror), де живе з бойфрендом Трістаном і дворецьким Колріджем.
Після тисячолітнього сну Вемпірела прокидається у постапокаліптичному майбутньому. Тут вона має дівчину Вікі та кота, на ім'я Ґріт. Вона з’ясовує, що має спогади сотні інших Вемпірел із паралельних реальностей.
У кросовері Hack/Slash вона стає ведучою радіошоу та має роман з Дракулою. Їхні шляхи розходяться через несумісні стилі життя.

### Перезапуск Крістофера Пріста
Цей варіант об’єднує всі попередні версії. Вемпірела перебуває на Землі вже 50 років. Дракулон — це альтернативна версія Місяця, а Земля має свій двійник — Аркадію. Війна між ними призвела до загибелі Аркадії. Вона має складні стосунки з Ліліт, Дракуліною, Вікторією (колишньою дівчиною) і Чезіті. Після шлюбу з Дракулою Вемпірелла народила дитину, яку викрала, а потім повернула Дракуліна.

## Персонажі

### Головні герої
- Вампірела — вампірка, дочка Ліліт. Має типові надздібності: сила, безсмертя, перевтілення в кажана, гіпноз. Не боїться сонця, хрестів чи часнику. Рідко п’є людську кров — лише в крайніх випадках.
- Пендраґон — колишній чарівник, тепер фокусник. Ближчий до неї, як дядечко. Часто незграбний, але Вемпірела дуже до нього прив’язана.
- Конрад ван Гелсінґ — сліпий ясновидець і мисливець на вампірів. Спершу вважав Вемпіреллу ворогом.

- Адам ван Гелсінґ — син Конрада, дослідник паранормального. Повірив у добру природу Вампірели й закохався в неї. Вони часто працюють разом.

## Сприйняття
Вампірела посіла 35-те місце у списку «100 найсексуальніших жінок у коміксах» за версією Comics Buyer's Guide.